# (257439) Peppeprosperini
(257439) Peppeprosperini – planetoida pasa głównego. Została odkryta 9 sierpnia 2010 roku w Obserwatorium Frasso Sabino. Okrąża Słońce w ciągu 4,29 roku w średniej odległości 2,64 j.a.
Planetoidzie tej nadano nazwę pochodzącą od nazwiska astronoma amatora Giuseppe Prosperiniego (1937–2005), który zajmował się m.in. obserwacjami zakryć planetoid przez Księżyc, pomógł także założyć Obserwatorium Frasso Sabino. Obiekt ten nosił wcześniej tymczasowe oznaczenie 2010 PL23.